# تيري ستيفنز
تيري ستيفنز (بالإنجليزية: Terry Stephens)‏ (5 نوفمبر 1935 في المملكة المتحدة - ) هو لاعب كرة قدم بريطاني في مركز مهاجم داخلي. لعب مع نادي إيفرتون ونادي ترانمير روفرز لكرة القدم.